# Organisationsdiagnose
Eine Organisationsdiagnose ist eine Diagnose des Ist-Zustandes einer Organisation zum Zweck der Organisationsentwicklung.
Diese kann einerseits mit wirtschaftswissenschaftlichen Kennzahlenverfahren (zum Beispiel Balanced Scorecard oder ECA LAB) durchgeführt werden. Abgebildet werden dabei u. a. Investitions- und Controllingkennziffern, prozessbezogene Daten sowie die vorhandene Handlungskompetenz der Organisation. Dabei werden die einzelnen Abteilungen, Teams und Mitarbeiter erfasst. Die ermittelten betriebswirtschaftlichen Kennzahlen und Ergebnisse werden dann zur Diagnose herangezogen. Alle weiteren Schritte zur Organisationsentwicklung lassen sich daraus ableiten, planen und effizient umsetzen. Die Organisationsdiagnose ist somit die Grundlage oder „Vorstufe“ zur Organisationsentwicklung.
Diese kann andererseits mit sozialwissenschaftlichen Verfahren erfolgen, die mit quantitativen und qualitativen Methoden erheben, welche Kommunikations-, Interpretation, Handlungs- und Entscheidungsmuster für die jeweilige Organisation und deren Einheiten prägend sind. (etwa Qualitative Organisationsdiagnose nach Froschauer/Lueger) Dabei wird das in der Organisation verteilte Wissen aufgenommen, gebündelt und zurückgespiegelt. Die Beschreibungsmaßstäbe werden hierbei nicht extern vordefiniert, sondern von den  Beteiligten durch die Beschreibung ihrer Organisationserfahrungen gebildet.
Jede Diagnose beschreibt einen Versuch, eine theoriegeleitete Gesamtbeurteilung einer problematischen Ist-Situation zu leisten, die sich aus internen und externen Ursachen sowie den bisher erfolgten Abwehr- und Anpassungsleistungen der Organisation erklärt. Diagnose setzt Theorie voraus und diese regelt und bestimmt, was als Symptom, als Ursache oder Zusammenhang gilt. Die Theorie konstituiert den Gegenstand und regelt die daran ansetzenden Verfahren zur Veränderung.

## Ziele der Organisationsdiagnose
Ziel der Organisationsdiagnose ist es bestehende Probleme aufzudecken. Des Weiteren können aufkommende Probleme bei Änderungen verringert bzw. beseitigt werden. Laut Schuler diagnostiziert sie psychologische Aspekte des Erlebens und Verhalten von Mitgliedern in Organisationen, um Regelhaftigkeit im Erleben, im Verhalten und in der Interaktion zu beschreiben, zu erklären und zu prognostizieren.